# Электрооборудование
Электрооборудование (электрическое оборудование) — это изделия, предназначенные для производства, передачи и изменения характеристик электрической энергии, а также для её преобразования в энергию другого вида. 
Следует различать электрооборудование и электронные устройства.
Электрооборудование используют для производства электрической энергии, изменения её характеристик, таких как напряжение, частота, вид электрического тока и др.; для  передачи, распределения электроэнергии и, в конечном итоге, для её преобразования в другой вид энергии.
В связи с высокой значимостью для жизнедеятельности людей, а также в связи с повышенной опасностью для жизни, всё производство и эксплуатация изделий электрического оборудования регламентируется разнообразной международной и национальной документацией (ГОСТами, техническими условиями, правилами, рекомендациями и т.д.) 
К электрооборудованию нормативные и правовые документы относят электрические машины (электромеханические преобразователи энергии), преобразователи электрической энергии, коммутационную аппаратуру, аппаратуру управления, защитные устройства, измерительные приборы, устройства для передачи электроэнергии на расстояния (кабельные изделия и электропроводка), бытовые электрические приборы и другие электротехнические изделия:
- электрические машины преобразуют механическую энергию в электрическую и наоборот (электрогенераторы, электромоторы и т.п.)
- электропреобразователи преобразуют (трансформируют) один вид электрической энергии в другой
- к коммутационной аппаратуре относят различные изделия, предназначенные для включения, отключения или переключения электрических цепей тем или иным способом
- аппаратура управления: общий термин, применяемый к коммутационным аппаратам и их комбинациям с приборами управления, измерения, защиты и регулировки, которые к ним подсоединяют, а также к группам таких аппаратов с соединениями, арматурой, кожухами и соответствующими поддерживающими структурами, которые предназначены в основном для управления устройствами, потребляющими электроэнергию[2].
- измерительные приборы — устройства для измерения физических величин, в данном случае применительно к электротехнике
- электробытовые приборы — приборы и устройства бытового и аналогичного применения, предназначенные для пользования лицами, специально для этого не подготовленными[3]  Классификация электробытовых приборов размыта и плохо систематизируется, в связи с постоянным появлением принципиально новых устройств и изделий для применения в повседневной жизни людей (основная статья: Электробытовая техника).

## Классификация электрооборудования
Электрооборудование классифицируют на категории по следующим признакам:
- по роду тока — постоянный или переменный.
- по способам защиты от поражения электрическим током — классы защиты 0, I, II, III[4]
- по группам применения 
  - класс А — это электрооборудование, к работе с которым допускается только квалифицированный персонал
  - класс В — это электрооборудование, предназначенное для использования необученными и неквалифицированными лицами преимущественно для бытовых целей
- по способам подключения: на постоянно подключенное электрооборудование и электрооборудование с разъемным подключением
- по степени мобильности всё электрооборудование делят на фиксированное, стационарное, передвижное и переносное.

## Классы защиты от поражения электрическим током
Основная статья: Класс защиты от поражения электрическим током
Классификация электрооборудования по степени защиты от поражения током определяется ГОСТами, ТУ и другими нормативными документами

## Электрооборудование транспортных средств
- Электрооборудование автомобиля
- Бортовая система электроснабжения летательных аппаратов
- Судовое электрооборудование — судовые электрогенераторные системы (электростанции), распределительные, коммутационные, защитные, электроизмерительные, пускорегулирующие и сигнальные устройства и приборы.